# 愛神之子
愛神之子 (英語：Aphrodite's Child) 是一支希臘搖滾暨流行樂隊，成立於1967年，成員包括范吉利斯（鍵盤手、長笛手）、迪米斯·盧索斯（貝斯手、原聲吉他、電吉他、主唱）、Loukas Sideras（鼓手、主唱）和Silver Koulouris（吉他）。 他們最初在歐洲憑藉《Rain and Tears》、《End of the World》、《I Want to Live》和《It's Five O'Clock》等熱門單曲獲得成功，之後憑藉他們的第三張也是最後一張專輯《666》 (1972年) 轉向“前衛搖滾搖滾”。一張雄心勃勃的概念專輯，靈感來自《啟示錄》。這是一張雄心勃勃的概念專輯，靈感來自《啟示錄》，後來獲得了評論界的一致好評，並出現在多個有史以來最頂級的前衛和迷幻專輯榜單上。

## 歷史

### 初期發展
Papathanassiou和Roussos已經在希臘取得了成功，分別在 The Forminx和Idols樂隊演奏，後來他們與 Sideras 和 Koulouris 一起組建了一支新樂隊。他們的樂團的名字來自另一位Mercury樂隊成員Dick Campbell的歌曲名稱，出自他的專輯《Sings Where It's At》。
他們作為樂隊錄製的第一張唱片是喬治·羅馬諾斯的專輯《音樂會和錄音室》，其中他們演奏了四首歌曲，並被稱為“範吉利斯和他的管弦樂隊”。同年，他們錄製了兩首歌曲的demo並提交給了Philips Records。這可能是范吉利斯的想法，將這支仍然默默無聞的樂團遷往倫敦，那裡對他們的音樂來說是一個更合適的環境，因為他們的國家在1967年進入了右翼獨裁統治。然而，這個決定並非沒有問題。庫盧里斯必須留在希臘服兵役，而樂團在前往倫敦的途中被困在了巴黎，部分原因是他們沒有正確的工作許可證明、參與法國1968年5月抗議活動相關的罷工。

### 巴黎發展與首張專輯
在巴黎，樂隊與Mercury Records簽約，並被Lou Reizner命名為“Aphrodite's Child”，發行了他們的第二首單曲《Rain and Tears》，這是帕赫貝爾的D大調卡農的重新演繹。憑藉這首歌，樂隊一夜之間在法國和其他幾個歐洲國家引起轟動，儘管這首歌是用英語演唱的，但單曲排行榜表現良好。這張專輯銷售超過一百萬張，並被授予金唱片。同年10月，樂團發行首張專輯《End of the World》。 這張專輯包含等量的迷幻流行歌曲和類似Procol Harum或The Moody Blues風格的民謠。
雖然樂隊開始在歐洲巡迴演出並於1969年1月為聖雷莫音樂節錄製了一首義大利語單曲，但是他們並未參加該音樂節。他們的下一首熱門單曲是《I Want to Live》，是歌曲《Plaisir d'amour》的編曲。

### 倫敦錄製第二張專輯
為了錄製他們的第二張專輯，樂團前往倫敦的Trident Studios錄音。專輯中的首支單曲《Let Me Love, Let Me Live》於11月發行，而專輯《It's Five O'Clock》於1970年1月發行。它收錄了更多成功的民謠（例如主題曲），但也有跨越多種音樂流派的歌曲，包括鄉村搖滾。
發行第二張專輯後樂隊再次巡演，但這次巡演沒有范吉利斯；他更願意留在巴黎為亨利·查皮爾的電影《性力量》錄製音樂。在現場和電視宣傳活動中，范吉利斯的兄弟尼科斯·帕帕塔納西奧取代了范吉利斯在舞台上擔任鍵盤手。1970年過後，樂隊正在宣傳他們的最新專輯，而范吉利斯則開始著手他的第一部電影項目。為了保持穩定的熱門歌曲流，樂隊於1970年8月發行了另一首單曲《春、夏、冬和秋》。樂隊在西班牙和義大利巡迴演出，同樣沒有范吉利斯，而由哈里斯·哈爾基蒂斯擔任鍵盤手。

### 第三張專輯－《666》和樂隊解散
1970年末，樂隊開始錄製一部改編自《聖經》啟示錄的音樂，名為《666》。Koulouris完成了他在希臘軍隊的任務後，重新加入了樂隊。然而，樂隊成員之間的關係卻日益惡化；在錄音過程有條不紊、緩慢中，情況變得越來越糟。
從本質上講，這張雄心勃勃的雙專輯是范吉利斯的概念，與外部作詞人科斯塔斯·費里斯共同創作。范吉利斯創作的音樂比樂團先前創作的任何音樂都更偏向迷幻和前衛搖滾。這讓樂隊的其他成員很不滿意，他們希望繼續沿著為他們帶來成功的流行音樂方向發展。此外，魯索斯還在為個人事業做準備，他錄製並發行了他的第一首個人單曲《We Shall Dance》（與 Sideras 一起擔任鼓手）和他的第一張個人專輯《On the Greek Side of My Mind》。
與此同時，范吉利斯將注意力轉向為1970年的法國電視紀錄片《L'Apocalypse des animaux》錄製配樂，並與當時的女友維爾瑪·拉多普洛合作創作了一首單曲，並以《Alphaulou》合作創作一首單曲。大約兩年後即1972年6月，當《666》終於發行時樂隊已經解散；儘管當時樂隊的唱片銷量已經超過2000萬張，並且在整個歐洲仍然很受歡迎。
范吉利斯和魯索斯都追求成功的獨唱生涯：魯索斯作為流行歌手擁有蒸蒸日上的獨唱生涯，而范吉利斯則成為備受推崇的電子音樂藝術家。  範吉利斯創作的電影配樂為他在接下來的三十年裡帶來巨大成功，包括憑藉《烈火戰車》獲得的奧斯卡金像獎。  范吉利斯的其他配樂包括雷德利·斯科特的《銀翼殺手》（1982年），魯索斯為其獻聲，《1492: 征服天堂》（1992年）和奧利弗·斯通的《亞歷山大》（2004年）。
Koulouris曾經連同Roussos和Vangelis合作，而Sideras則追求不太成功的個人事業，在樂隊解散後發行了兩張專輯和四首單曲。魯索斯於2015年去世，范吉利斯於2022年去世。

## 影響及遺產
儘管樂隊活躍時間很短並且在歐洲以外沒有推出熱門單曲，也受到外界視為一支地下樂隊。他們的專輯《666》通常被認為是他們的傑作，同時也是搖滾樂壇第一張概念專輯。  這張專輯引起了許多前衛搖滾領域音樂家的注意，其中包括Yes主唱Jon Anderson，他後來以Jon and Vangelis的身份與范吉利斯合作。當代前衛搖滾樂團如Astra 也表示受到樂隊的影響。

## 封面和樣本

### 封面
- 2001年，德國重金屬樂隊Axxis在其專輯《Eyes of Darkness》中翻唱了《The Four Horsemen》。
- 2004年，Gregorian 在他們的專輯《The Dark Side》中發行了《The Four Horsemen》的翻唱版。
- 2005年，德國舞蹈團體 Scooter 在其專輯《Who's Got The Last Laugh Now?》中發布了《The Four Horsemen》的 Techno 版本，名為《The Leading Horse》。
- 2015年，希臘樂隊Cyanna Mercury（原名Cyanna）在Death Roots Syndicate合輯《The End》中翻唱了《The Four Horsemen》。
- 2022年，美國藝術家Incubus樂隊的 Brandon Boyd 在他的個人專輯《Echoes & Cocoons》中翻唱了專輯《End of the World album》中的《End of The World》。
- 事實證明，《四騎士》是歐洲重金屬樂隊中特別受歡迎的翻唱歌曲。翻唱過這首歌的樂團包括義大利樂隊Death SS（收錄於2006年專輯《The 7th Seal》）、瑞典厄運金屬樂團Griftegård（收錄於2015年透過Ván Records發行的EP）和希臘黑金屬樂隊Rotting Christing（收錄於他們的專輯）和希臘黑金屬樂隊Rotting Christing2016年的專輯） Rituals》）。
- 在2022年的巡迴演出中，殘月魔都翻唱了歌曲《七碗》（666）。

### 樣本
- 1990年，專輯《666》中的幾首曲目被採樣用於第一張Enigma 專輯《MCMXC a.D.》。
- P-Model的歌曲《Biiig Eye》（來自1993年的《Big Body》）收錄了曲目「Loud, Loud, Loud」的樣本。
- 神韻合唱團的歌曲《The Rolling People》（來自他們1997年的專輯《Urban Hymns》）的標題借用了“Altamont”，同時也包含了“The Four Horsemen”的音樂元素。據報道，主唱理查德·阿什克羅夫特曾提到《666》對他的音樂產生了很大的影響。
- Deltron 3030在曲目《Mastermind》中採樣了「Loud, Loud, Loud」的開場歌詞。
- 貝克的歌曲《Chemtrails》（來自他2008年的專輯《Modern Guilt》）也和《The Four Horsemen》相似。
- Daniel Lopatin以藝名Chuck Person演唱的歌曲《A7》（出自專輯《Chuck Person's Eccojams Vol. 1》）也取樣了曲目《The Four Horsemen》。

## 唱片目錄

### 專輯

#### 錄音室專輯
- 《End of the World》（1968年10月）
- 《It's Five O'Clock》（1969年11月） – FRA #1，[11] IT #6[12]
- 《666》（1972年6月）[13] – IT #23[14]

#### 合輯
- 《阿佛洛狄忒之子精選集》（1971年）－SPA #8

《反思》（1971年）
- 《雨與淚－阿芙羅狄蒂之子精選集》（1975年）
- 《阿芙羅狄蒂之子的精選集》（1995年）
- 《單身人士》（1995年）
- 《全集》（1996年）
- 《大巴比倫：阿芙蘿黛蒂之子簡介》（2002年）
- 《單身人士+》（2003年）

### 單曲
| 年份                         | 單曲                                            | 排行榜最高位置 | 排行榜最高位置 | 排行榜最高位置 | 排行榜最高位置 | 排行榜最高位置 | 排行榜最高位置 | 排行榜最高位置 | 排行榜最高位置 | 排行榜最高位置 | 排行榜最高位置 |
| 年份                         | 單曲                                            | BE (FLA)       | BE (WA)        | FRA            | GER            | IT             | NL             | NOR            | SPA            | SWI            | UK             |
| ---------------------------- | ----------------------------------------------- | -------------- | -------------- | -------------- | -------------- | -------------- | -------------- | -------------- | -------------- | -------------- | -------------- |
| 1968年                       | "Plastics Nevermore" (US-only release)          | —              | —              | —              | —              | —              | —              | —              | —              | —              | —              |
| 1968年                       | "Rain and Tears"                                | 7              | 1              | 1              | 28             | 1              | 2              | 2              | 11             | 2              | 29             |
| 1968年                       | "End of the World"                              | —              | 8              | 11             | —              | 12             | —              | —              | 20             | —              | —              |
| 1969年                       | "Quando l'amore diventa poesia"                 | —              | —              | —              | —              | 18             | —              | —              | —              | —              | —              |
| 1969年                       | "Valley of Sadness" (France-only promo release) | —              | —              | —              | —              | —              | —              | —              | —              | —              | —              |
| 1969年                       | "I Want to Live"                                | —              | 3              | 3              | 38             | 9              | 1              | —              | 13             | 8              | —              |
| 1969年                       | "Lontano Dagli Occhi"                           | —              | —              | —              | —              | 20             | —              | —              | —              | —              | —              |
| 1969年                       | "Let Me Love, Let Me Live"                      | —              | 28             | 14             | —              | 20             | —              | —              | —              | —              | —              |
| 1969年                       | "Marie Jolie"                                   | —              | 28             | —              | —              | —              | 7              | —              | —              | —              | —              |
| 1970年                       | "It's Five O'Clock"                             | —              | 1              | 1              | —              | 1              | 11             | —              | 22             | 6              | —              |
| 1970年                       | "Spring, Summer, Winter and Fall"               | —              | 12             | 15             | —              | 1              | 12             | —              | 16             | —              | —              |
| 1971年                       | "Such a Funny Night"                            | —              | —              | —              | —              | —              | 10             | —              | —              | —              | —              |
| 1972年                       | "Break"                                         | —              | —              | —              | —              | —              | 24             | —              | —              | —              | —              |
| "—" 表示歌曲未能上榜或未發行 |                                                 |                |                |                |                |                |                |                |                |                |                |